# Solitaire à dos brun
Myadestes occidentalis
Espèce
Répartition géographique
Statut de conservation UICN

 LC  : Préoccupation mineure
Le Solitaire à dos brun (Myadestes occidentalis) est une espèce de passereaux de la famille des Turdidae.

## Répartition et sous-espèces
Selon la classification de référence du Congrès ornithologique international (15.1, 2025) :
- M. o. occidentalis Stejneger, 1882 — sierras Madre occidentale et Madre del Sur ;
- M. o. insularis Stejneger, 1882 — îles Tres Marias ;
- M. o. oberholseri Dickey & Van Rossem, 1925 — de la sierra Madre orientale au Honduras.

## Systématique
Le nom valide complet (avec auteur) de ce taxon est Myadestes occidentalis Stejneger, 1882.
Ce taxon porte en français le nom vernaculaire ou normalisé suivant : Solitaire à dos brun.